# Play God
Play God è un singolo del cantante britannico Sam Fender, pubblicato il 30 marzo 2017 come primo estratto dal primo album in studio Hypersonic Missiles.

## Video musicale
Il videoclip è stato pubblicato il 22 gennaio 2019 sul canale YouTube del cantante.
Quando ha descritto il video, Fender ha detto che il brano è ambientato in una realtà distopica alternativa che condivide somiglianze con il nostro mondo.